# Niłdy
Niłdy (kaz. Нилды, ros. Нилды) – stacja kolejowa w miejscowości Öspien, w rejonie Szet, w obwodzie karagandyjskim, w Kazachstanie. Położona jest na linii Astana – Szu, na trasie Nowego Jedwabnego Szlaku.